# Zmajeva kugla Super
Zmajeva Kugla Super (ドラゴンボール超, Dragon Ball Super) japanska je anime i manga serija koju je napisao Akira Torijama, a ilustrovao Tojotaro. Manga je počela sa serijalizacijom 20. juna 2015. godine u časopisu V-Jump, izdavačke kuće Shueisha. Anime adaptacija je počela da se prikazuje 5. jula 2015 godine u Japanu na kanalu Fuji TV. Zmajeva Kugla Super je prva anime serija iz serijala Zmajeva kugla u proteklih 18 godina, i direktan nastavak Zmajeve Kugle Z i istoimenog stripa. Film-nastavak, Dragon Ball Super: Broly izašao je 14. decembra 2018. godine i predstavlja najuspešniji film ove franšize. Drugi film, Super Hero je izašao 11. juna 2022. godine.

## Anime
Ova sezona nastavlja od „Zmajeve kugle Z,” a ne od „Zmajeve Kugle GT” koja mu hronološki prethodi. Ima ukupno 131 epizodu, podeljenih u pet saga:
1. Bitka bogova/Bog Uništenja Birus (1-14)
2. Povratak Friza/Zlatni Friza (15-27)
3. Turnir borilačkih veština Šestog Univerzuma (28-46)
4. Tranks iz Budućnosti (47-76)
5. Preživljavanje Univerzuma (77-131)

## Radnja
Priča počinje nedugo nakon što su Goku i Vegeta ubili Madžin Bua. Na Zemlji vlada mir, ali je kratkog veka. 

### Bitka Bogova
Goku je sada farmer i uživa u porodičnom životu. U međuvremenu, Bog Uništenja po imenu Birus se budi iz svog dugog sna, žudeći da se bori protiv Super Sajonskog Boga. Birus pita svog mentora Visa da li zna nešto o njemu, na šta on odgovara da zna za Sajonce koji mogu da povećaju svoju snagu i postanu Super Sajonci. Vis potom vodi Birusa kod Gokua. Birus ga pobeđuje jednim udarcem. 
Nezadovoljan, Birus odlazi kod Vegete i govori mu da će uništiti Zemlju ako niko ne postane Super Sajonski Bog. Goku priziva Božanskog Zmaja Šenrona koji mu govori da, ako želi da postane Bog, mora da izvede ritual u kome mu pet Sajonaca daju svoje moći. Gohan, Vegeta, Tranks, Goten i Videl (koja je trudna i nosi Gohanovu ćerku koja je Sajonac) uspešno izvode ritual. Goku postaje dovoljno jak da se suoči sa Birusom. Međutim, Birus odlučuje da će Vis trenirati Gokua i Vegetu kako bi postali još jači. Goku okleva, ne želeći da se oslanja na ostale Sajonce.

### Povratak Frize
Goku i Vegeta uspevaju da dostignu sopstvenu Bog varijantu − Super Sajanac Plavi, za koju ne treba tuđa pomoć da bi se aktivirala. U međuvremenu, Sorbet oživljava Friza pomoću Zmajevih kugli Friza provodi sledećih četiri meseca trenirajući i dostiže evoluciju koju naziva Zlatni Friza. Sada jači, Friza ubija Pikoloa u borbi i pobeđuje Gohana. Pokušava da ubije i Tranksa i Gotena, ali ga Goku i Vegeta zaustavljaju. Međutim, Goku biva ranjen u borbi, pa Vegeta nastavlja sam da se bori protiv Friza. Taman kad se čini da će ga Vegeta dokrajčiti, Friza uništava planetu Zemlju. Bog Uništenja, Birus i njegov mentor Vis vraćaju vreme tri minuta unazad, Goku se vraća na noge, ubija Friza i oživljava Pikoloa pomoću Zmajevih Kugli. U ovoj sagi se pojavljuju i Ginju u Tagominom telu.

### Turnir borilačkih veština Šestog Univerzuma
Birusov brat, Šampa, Bog Uništenja u Šestom Univerzumu, saznaje od svog brata da Zemlja ima ukusnu hranu. Ljut što je Zemlja u njegovom, Šestom Univerzumu, opustošena, Šampa izaziva Birusa na turnir u kome će učestvovati po pet predstavnika iz Šestog i Sedmog Univerzuma. Ako Birus pobedi, dobiće šest Super Zmajevih Kugli koje mogu da ispune svaku želju; a ako Šampa pobedi, Birus će mu dati planetu Zemlju iz Sedmog Univerzuma. Predstavnici Šestog univerzuma su: Botamo, Frost, Mageta, Kabe i Hit; a Sedmog: Goku, Pikolo, Vegeta, Monaka i Madžin Bu (koji neće učestvovati). Birusov tim pobeđuje na turniru. Šampa mu daje obećane Zmajeve kugle. Birus veoma lako nalazi nestalu sedmu kuglu, i pravi velikodušnu želju − da Božanski Zmaj popravi Zemlju u Šestom Univerzumu. Po završetku turnira pojavljuje se i Kralj Svega, glavni i odgovorni za sve Univerzume kojih ima 12. On planira da u bliskoj budućnosti drži još jedan turnir u kome će učestvovati borci iz svih 12 univerzuma.

### Tranks iz budućnosti
Tranks iz budućnosti se nakon duže vremena ponovo pojavljuje u sadašnjosti sa pričom kako svetu u budućnosti preti potpuno istrebljenje, a glavni uzrok svega toga je neprijatelj koji izgleda apsolutno isto kao Goku. Tranks i ostali u budućnosti su ga nazvali Crni jer nosi crnu uniformu.
Crni je uspeo da proprati Tranksa u njegovom vremeplovu, pa je takođe završio u sadašnjosti. Dolazi do borbe, ali ona se prekida kada samo vreme uvlači Crnog nazad u budućnost. Pre nego što je odvučen nazad, doduše, Crni uništava Tranksov vremeplov, te Bulma pronalazi i popravlja njegov stari vremeplov. Goku i ostali ga koriste da odu u budućnost, ali tamo ih skoro na smrt prebijaju Crni i Zamasu (Kaj Desetog Univerzuma koji želi da stvori svet bez ljudi). Goku i ostali uspevaju da se vrate u sadašnjost, te zajedno sa Birusom i Visom odlaze kod sadašnjeg Zamasua, koji je inače učenik Vrhovnog Kaja, Govasua (koga on planira da ubije kako bi stekao tron Vrhovnog Kaja i dobio kontrolu nad vremenskim prstenom koji će mu omogućiti putovanje kroz vreme).
Birus ubija Zamasua, ali Gokuova družina odlazi u budućnost da bi se uverila da je zaista mrtav. Međutim, tamo ih ipak dočekuje kako Crni, tako i Zamasu. Zamasu iz ovog vremena je besmrtan, dok je Crni dostigao transformaciju Super Sajanac Rozi. Oni su veoma moćan tim, jer je Crni zapravo Zamasu iz Gokuove alternativne prošlosti (u kojoj je Zamasu ubio Govasua, ukrao Gokuovo telo, i ubio Či Či i Gotena). Tranks, Goku i Vegeta se bore protiv njih, ali opet bivaju poraženi, Tranks se transformiše u Super Sajanca Polu-Boga (Super Saiyan Demigod ili drugačije poznata kao Super Saiyan Rage). Goku i Vegeta se vraćaju u prošlost, dok Tranks nastavlja da se bori. Kasnije, Goku dolazi kod Omni-kralja (Kralja Svega) i, nakon što mu obeća da će mu sledeći put dovesti nekoga ko će se igrati sa njim, Omni mu daje dugme kojim može da ga prizove kada god bude želeo. Ubrzo zatim Goku dolazi kod Rošija koji ga uči Mafuba talas za zarobljavanje zlih bića.
Goku se vraća u budućnost i borba se nastavlja. Tranks nije uspeo da zarobi Zamasua, ali Vegeta je nadjačao Crnog. Goku uspeva da savlada Zamasua. Znajući da će izgubiti, Zamasu i Crni se spajaju pomoću Kai minđuša i postaju još jači. To izaziva Gokua i Vegetu da se spoje pomoću Šinovih i Govasuovih minđuša i stvore Gogetu. Fuzija traje kratko, ali Goku i Vegeta nadjačavaju Zamasua. Tranks potom stvara duhovni mač sastavljen od ljubavi i snage svih peživelih Zemljana, i ubija Zamasua (koji ipak nije bio besmrtan jer je delom bio spojen sa Crnim). Međutim, Zamasuov lik se pojavljuje na nebu i on uništava sve, pokušavajući da postane univerzum. Goku priziva Omni-kralja koji devastira sve. Gokuova družina beži u prošlost. Borba je završena i Tranksova budućnost je uništena.

### Preživljavanje Univerzuma
Ova saga je smeštena oko godinu dana nakon Tranks sage, i predstavlja početak Turnira moći u kome će se takmičiti osam od dvanaest univerzuma. Predstavnici Sedmog univerzuma su: Goku, Vegeta, Gohan, Dobri Bu (koga kasnije menja Friza), Pikolo, Android 17, Android 18, Tien, Krilin i Roši. Svaki poraženi univerzum će biti uništen, a onaj koji pobedi će moći da poželi želju sa Super Zmajevim kuglama.
Pre samog početka turnira, Omni-kralj je tražio od Gokua da dovede sa sobom još dva borca kako bi se borili sa Bergamom, Lavandom i Bazilom iz Devetog univerzuma. Goku nagovara Madžin Bua i Gohana da mu se pridruže. Gohan je ljut na svog oca što je podsetio Omni-kralja na turnir, ali mu se pridružuje jer želi da zaštiti Videl i Pan. Gokuova sebičnost je prisutna i u njegovoj borbi sa Bergamom. Naime, Bergam je pristao na meč zato što mu je bilo obećano da će svi univerzumi biti pošteđeni ako pobedi. Goku ga je svejedno porazio. Šokiran njegovim ponašanjem, Topo iz Jedanaestog univerzuma ga izaziva na dvoboj. Međutim, borba je prekinuta kako se ne bi međusobno poubijali. 
Na turniru, Điren iz Jedanaestog univerzuma se pokazuje kao najjači borac. Svi ga se plaše jer je jači od Belmonda, jednog od najmoćnijih Bogova Uništenja. Goku je u borbi sa njim primoran da otključa Ultra Instinkt, tehniku koju imaju svi Anđeli i pojedini Bogovi Uništenja. Goku i Friza uništavaju Đirena, ali i sebe, ostavljajući za sobom pobednika turnira - Androida 17. On koristi Super Zmajeve kugle da vrati sve uništene univerzume.